# Хворостово (Харьковская область)
Хворостово (укр. Хворостове) — село, 
Шаровский сельский совет,
Валковский район,
Харьковская область.
Код КОАТУУ — 6321288508. Население по переписи 2001 г. составляет 228 (102/126 м/ж) человек.

## Географическое положение
Село Хворостово находится рядом с балкой Кушино и урочищем Лисовича (небольшой лесной массив – дуб), рядом с железной дорогой, станция Хворостово, на расстоянии в 2 км находится сёла Тетющино, Петренково и Роговка.

## История
- 1695 - дата основания.